# Epiphragma (Epiphragma) divisum
Epiphragma (Epiphragma) divisum is een tweevleugelige uit de familie steltmuggen (Limoniidae). De soort komt voor in het Oriëntaals gebied.